# Shawnee (Oklahoma)
Pour les articles homonymes, voir Shawnee.
Shawnee est une ville américaine, siège du comté de Pottawatomie au centre de l'Oklahoma. La population de la ville était en 2010 de 29 857 habitants.

## Histoire
La ville a été fondée en 1895 par Henry G. Board qui avait conclu un marché avec les promoteurs du chemin de fer pour que la ligne passât sur sa ferme.

## Géographie
Shawnee se trouve le long de l'Interstate 40, à 50 kilomètres à l'est d'Oklahoma City

## Éducation
- Saint Gregory University, dépendant de St. Gregory's Abbey, abbaye bénédictine (1875).

## Personnalités liées à la ville
- Brad Pitt, acteur, est né à Shawnee ;
- Tim Holt, acteur, est décédé à Shawnee ;
- Brad Henry, gouverneur de l'Oklahoma, est né à Shawnee ;
- Gordon Cooper, astronaute, est né à Shawnee.
- Carol Downer, avocate, écrivaine et militante féministe, est née à Shawnee.

## Jumelage
- Nikaho (Japon)

## Source
- (en) Cet article est partiellement ou en totalité issu de l’article de Wikipédia en anglais intitulé « Shawnee, Oklahoma » (voir la liste des auteurs).